# Ex Oratorio del Montirone
L'ex Oratorio del Montirone è una piccola cappella risalente al XVIII secolo, sconsacrata a partire dagli anni '50 del secolo scorso. Si trova ad Abano Terme (Padova) in via Pietro d'Abano 51, di fronte al colle e parco Montirone, da cui prende il nome. È noto anche come ex Oratorio del Cerato (dal nome dell'architetto che lo progettò) o ex oratorio di San Giovanni (dal santo titolare).

## Storia
L'Oratorio fu costruito nel XVIII secolo come luogo di culto per gli ospiti in cura alle terme di Abano. Un'iscrizione posta sulla facciata lo data all'anno 1779. La sua progettazione e realizzazione si devono all'architetto padovano Domenico Cerato. 

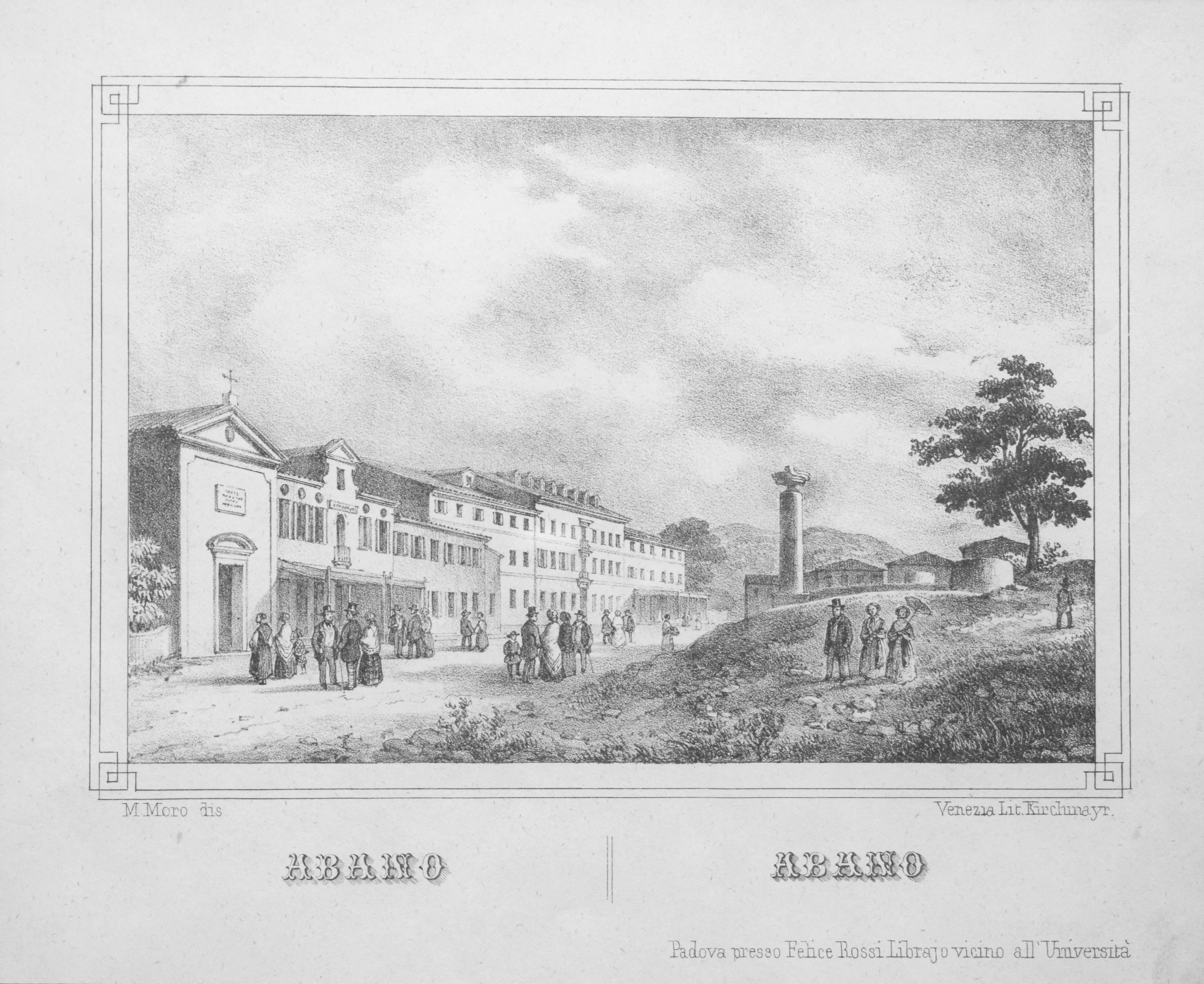
Veduta del Parco e dell'Oratorio del Montirone, Abano Terme (Marco Moro, Album di dodici vedute di Padova e suoi dintorni, Lyt Kyrchmayr, Editore Felice Rossi, Padova 1855)

 Noto ben presto come monumento di particolare interesse, viene menzionato da Salvatore Mandruzzato nel suo trattato sui Bagni di Abano del 1789, dove lo elenca tra gli edifici collocati presso il colle Montirone "...e una chiesa fatta edificare dalla sovrana munificenza nel 1779 a comodo di quegli ammalati cattolici che alle nostre terme concorrono". A volte citato come "Oratorio della beata Vergine" o "Oratorio del sacro cuore", viene tuttavia censito tra i beni vincolati con il nome "Oratorio di San Giovanni". Fu utilizzato per le funzioni fino alla metà del secolo scorso. Si narra che beata Liduina Meneguzzi fosse solita fermarsi qui a pregare prima di recarsi al lavoro nel vicino albergo. Dato l'ampliamento della zona termale avvenuto dal secondo dopoguerra in poi e l'inadeguatezza del piccolo oratorio al nuovo grande bacino di utenza sviluppatosi, fu dato avvio al progetto di edificazione di una chiesa più grande nelle immediate vicinanze. Nel 1956 il rito fu trasferito presso l'oratorio del sacro Cuore in attesa della costruzione della più ampia e moderna Chiesa del Sacro Cuore, che nel 1958 fu ultimata e aperta al culto. L'Oratorio del Montirone fu allora sconsacrato. È attualmente proprietà privata, utilizzato come spazio espositivo.

## Descrizione
È una piccola cappella a pianta rettangolare, con tetto a doppio spiovente e timpano decorato da cornice e rosone centrale. 
Viene rappresentata per la prima volta in una veduta di Marco Moro, che la ritrae assieme all'attiguo albergo e ai prospicienti giardini del Montirone, appena riorganizzati e decorati da Giuseppe Japelli nell'ambito di un più ampio progetto di ristrutturazione urbanistica. 

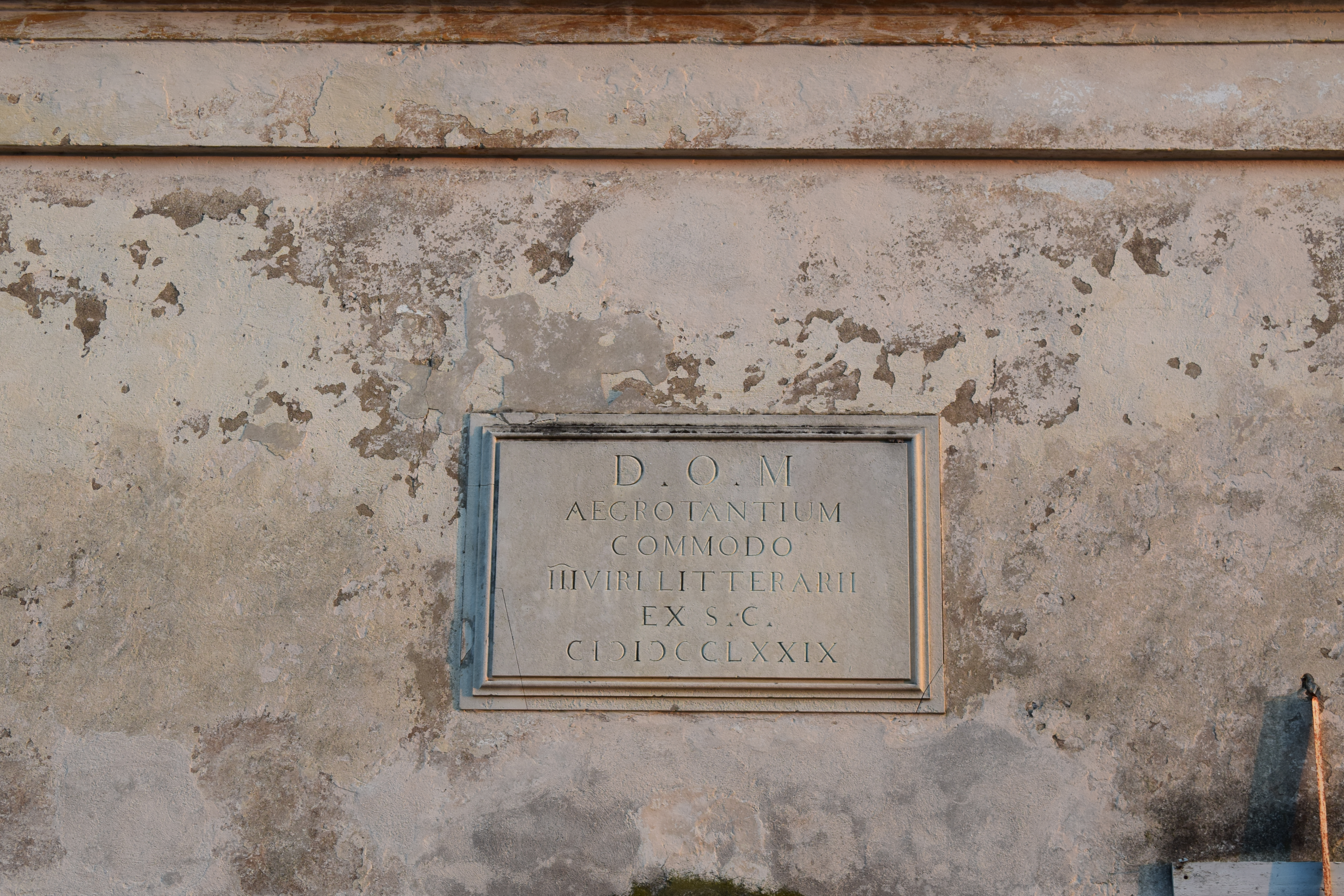
Oratorio del Montirone (Abano Terme), iscrizione sulla facciata

Sopra la porta d'ingresso, sulla facciata, è presente un'iscrizione che ne attesta l'anno di edificazione e la committenza:
D.O.M.
AEGROTANTIUM COMMODO
IIIVIRI LITTERARII
EX S.C.
CIɔIɔCCLXXIX
D(omino) O(ptimo) M(aximo) / aegrotantium commodo / triumviri litterarii / ex S(enatus) C(onsulto) / MDCCLXXIX
Sul timpano è presente un rosone che incornicia un leone di San Marco andante in arenaria vicentina. Tale elemento scultoreo è stato rinvenuto e rimesso in luce durante un restauro del 1987-88. Era in forte stato di degrado, parzialmente scalpellato e obliterato da una tamponatura in mattoni del rosone, attestata dalle foto d'epoca dell'Oratorio.
La porta presenta stipiti e architrave in pietra di Nanto. All'interno si conservano l'altare settecentesco in pietra vicentina e rosso veronese e il pavimento in cotto. Degli arredi, trasportati quasi completamente nella nuova chiesa del Sacro Cuore tra la fine degli anni '50 e la fine degli anni '80 del secolo scorso, non rimane più nulla.

## Galleria d'immagini

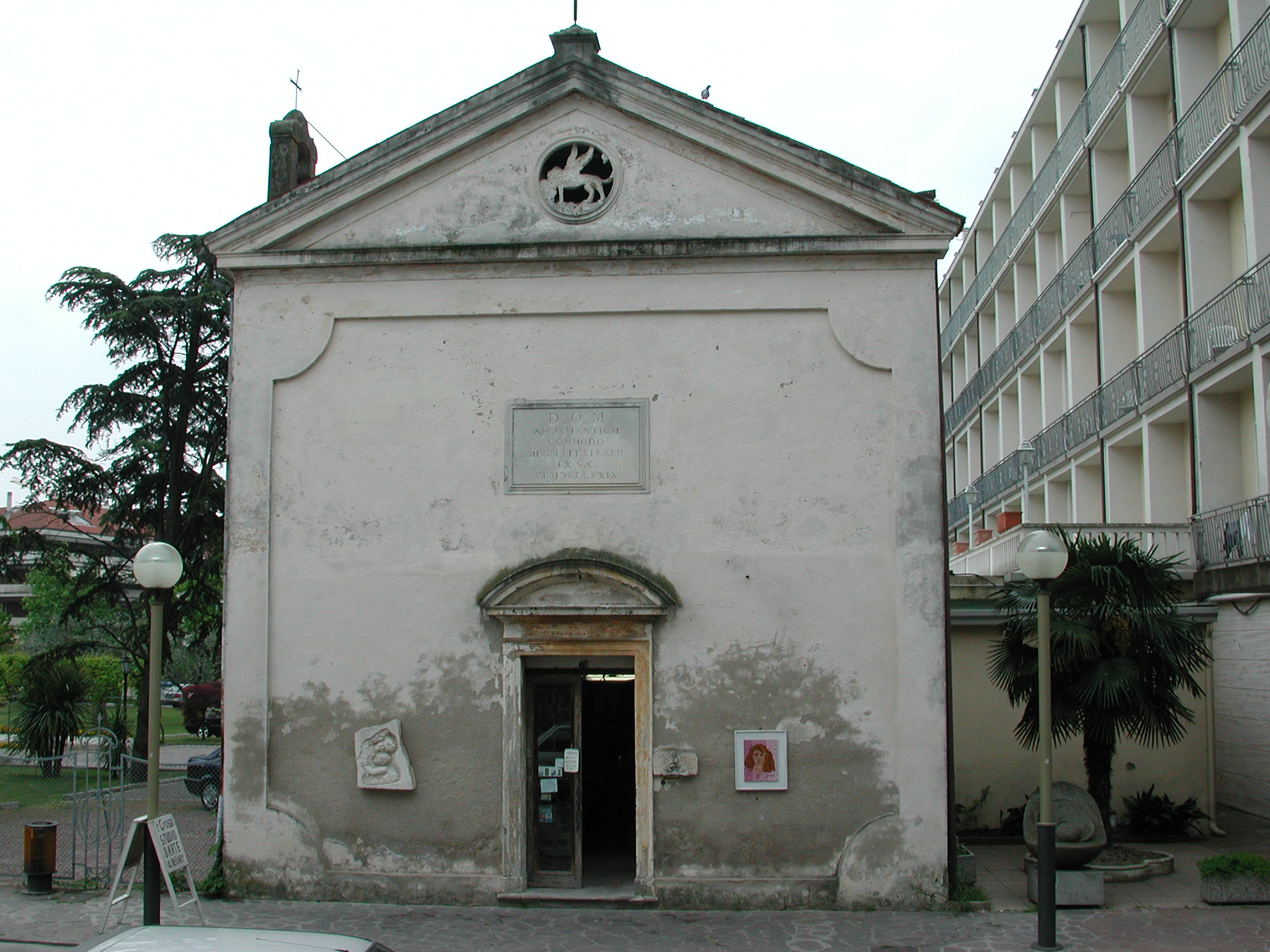
Oratorio del Montirone, sec. XVIII, Abano Terme
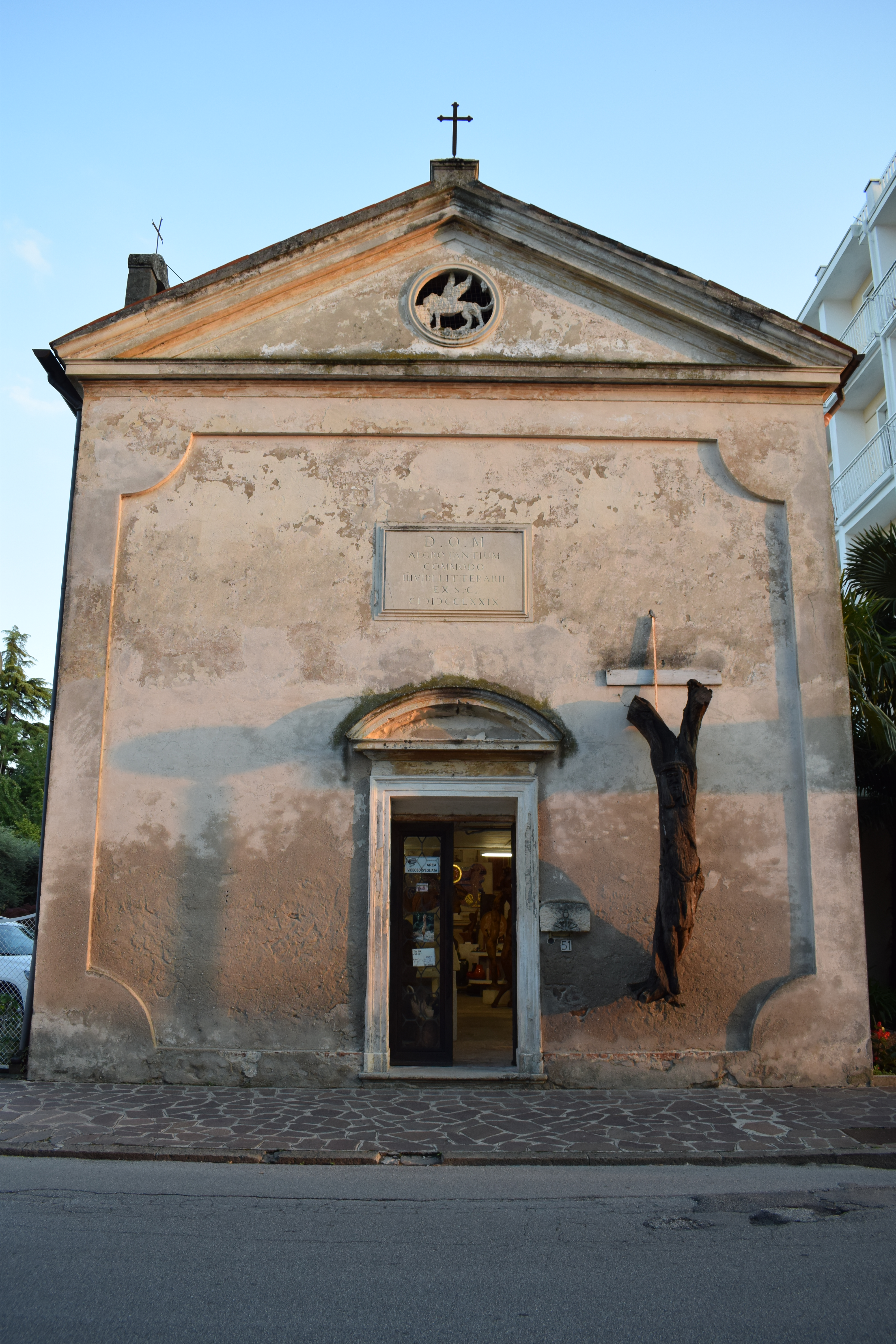
Oratorio del Montirone, sec. XVIII, Abano Terme
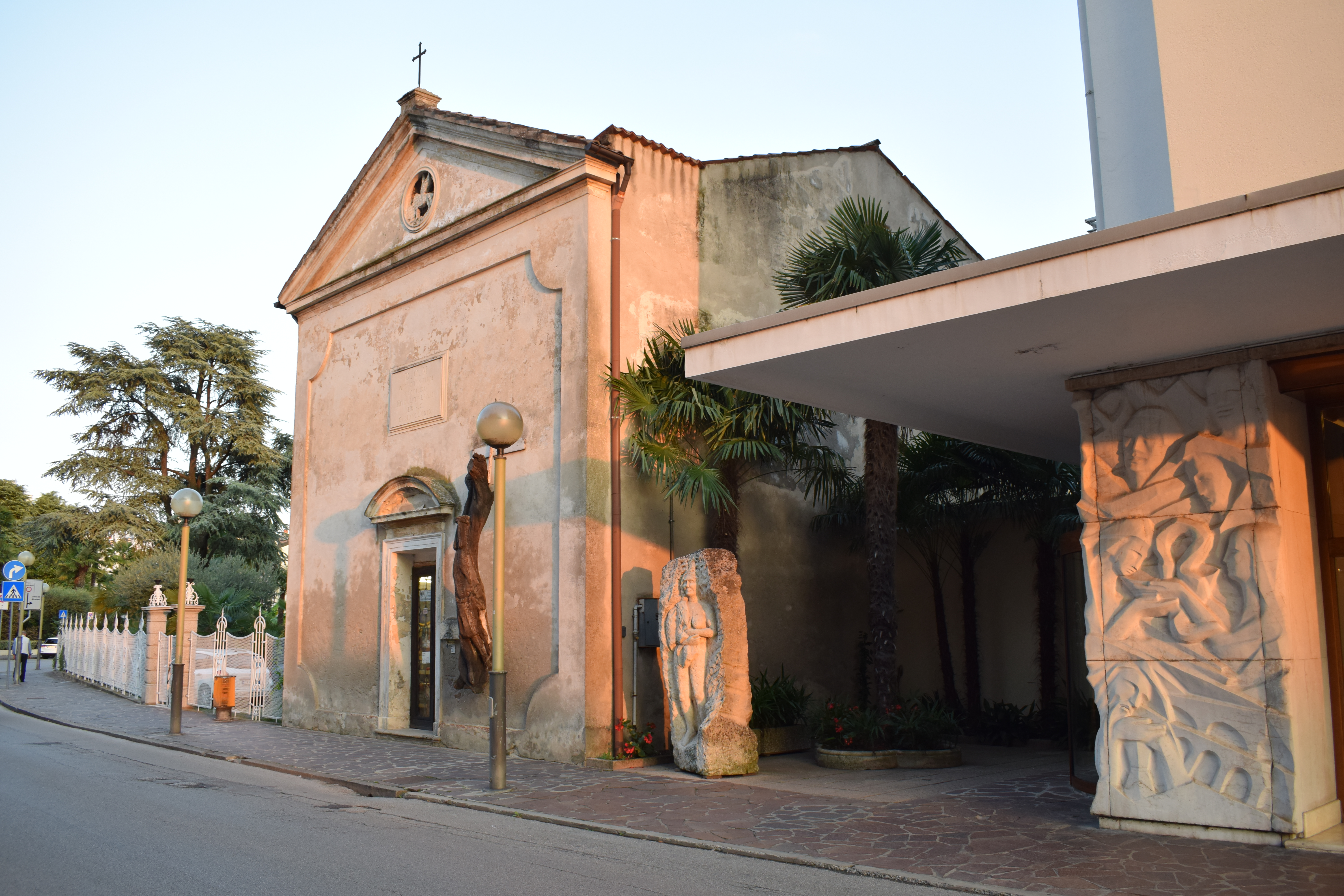
Oratorio del Montirone, sec. XVIII, Abano Terme
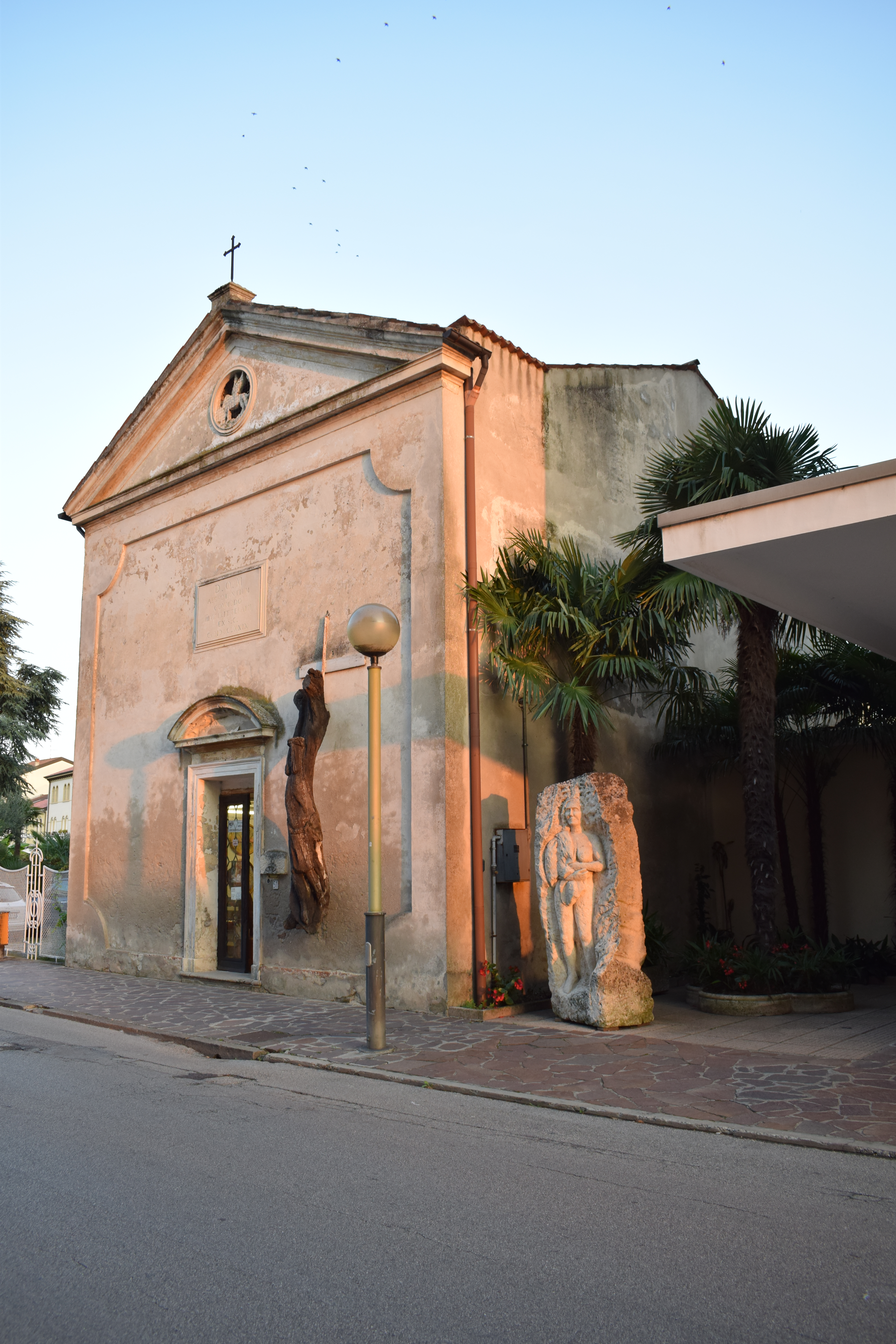
Oratorio del Montirone, sec. XVIII, Abano Terme
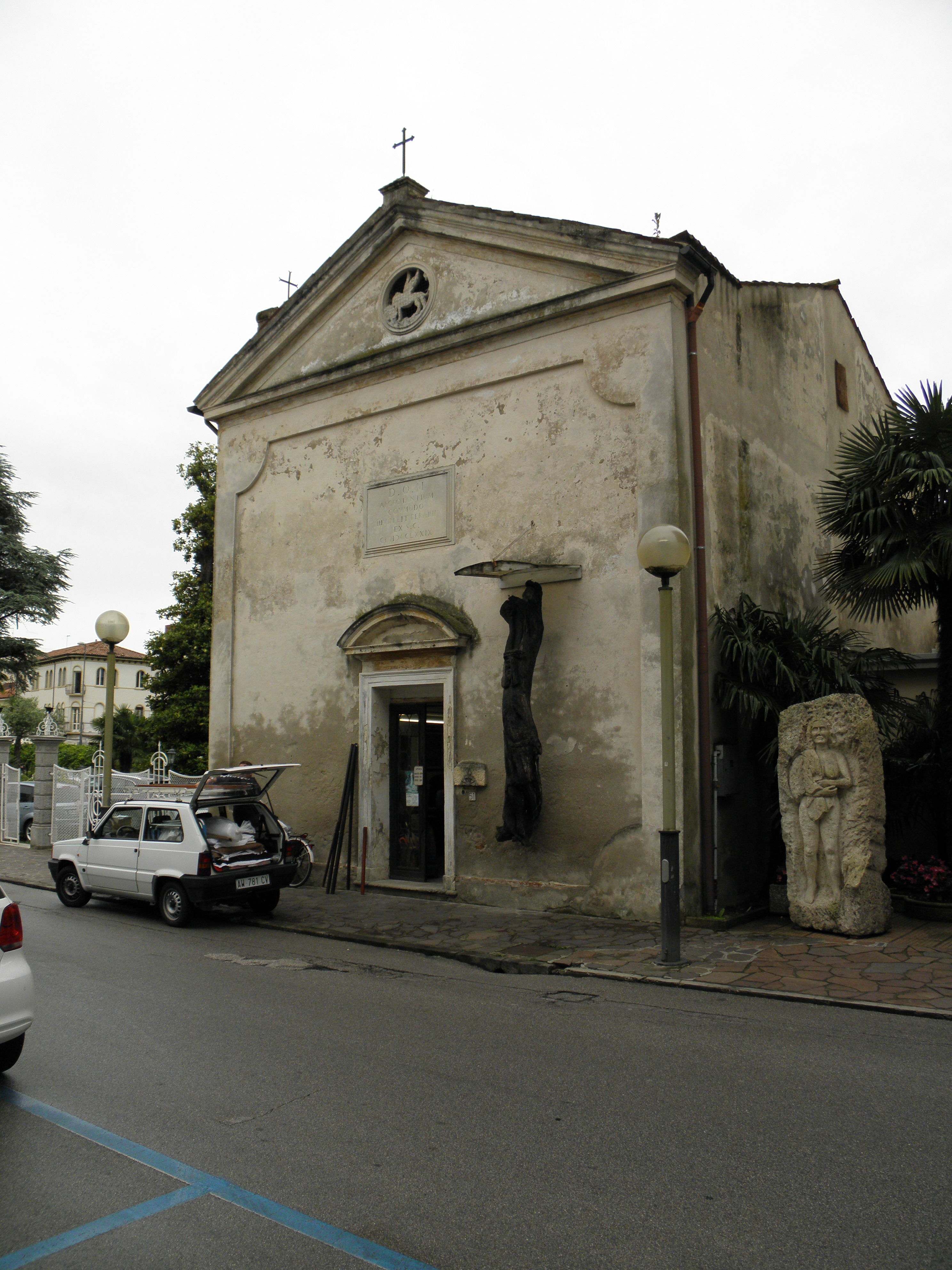
Oratorio del Montirone, sec. XVIII, Abano Terme
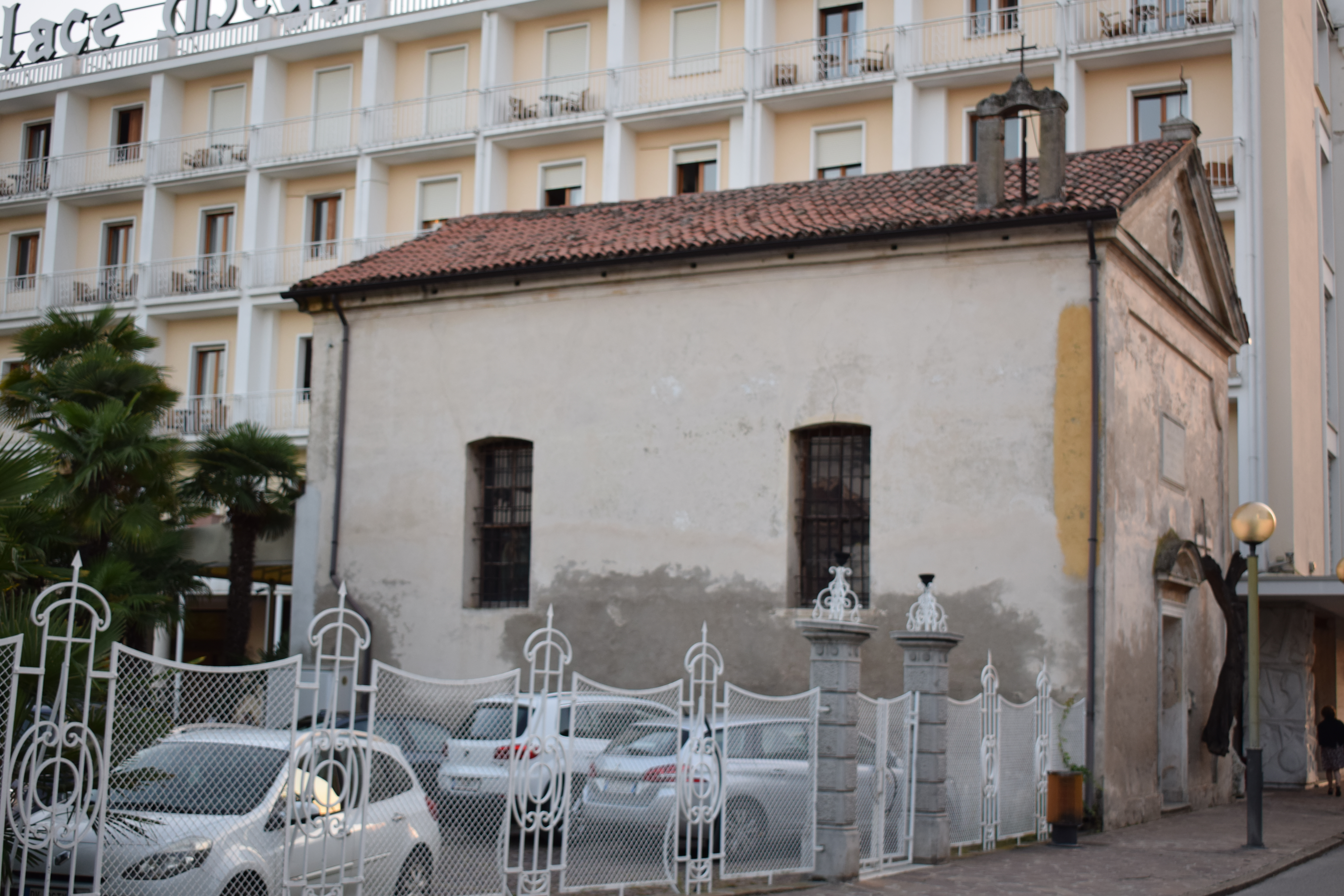
Oratorio del Montirone, sec. XVIII, Abano Terme
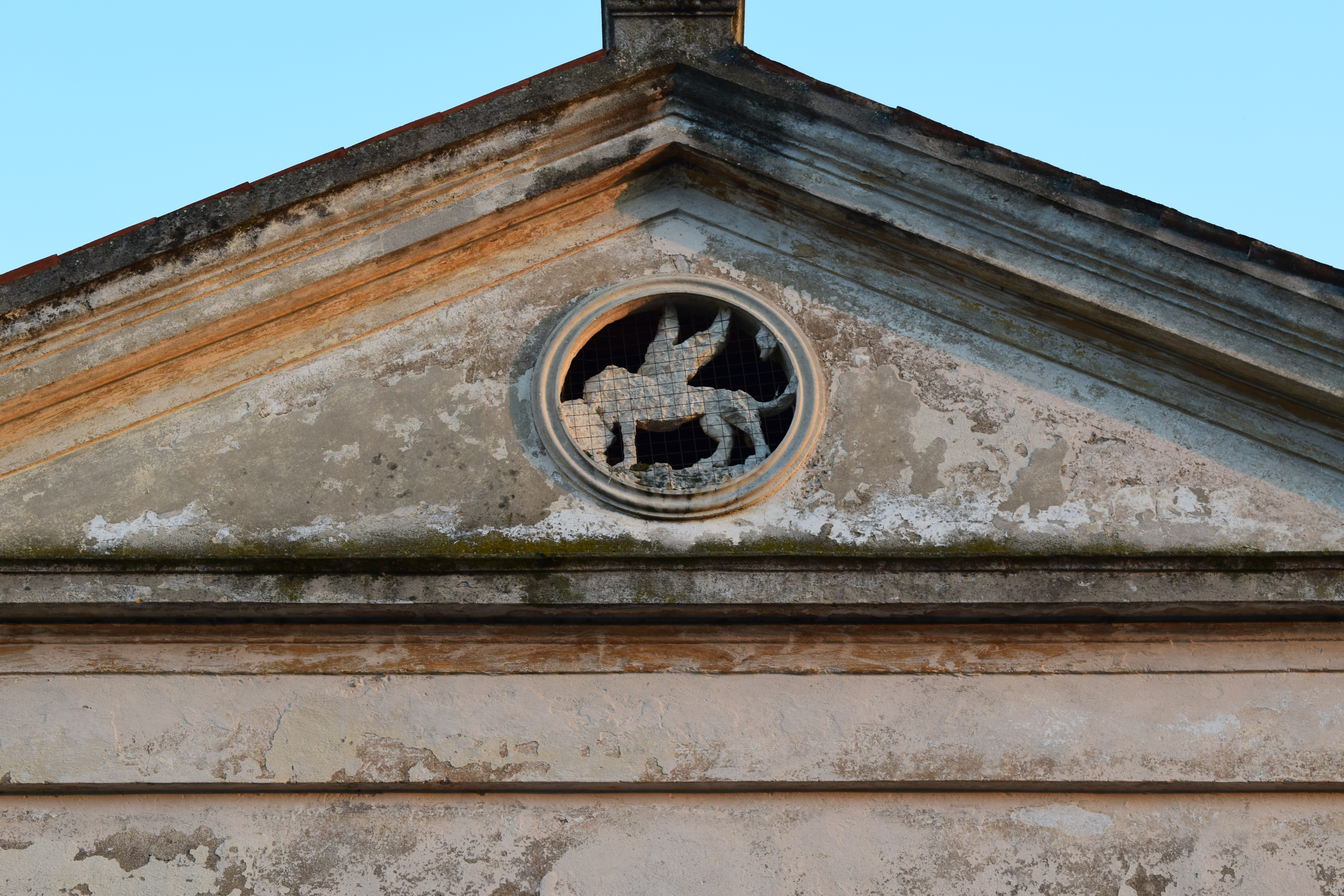
Oratorio del Montirone, Abano Terme: particolare del rosone
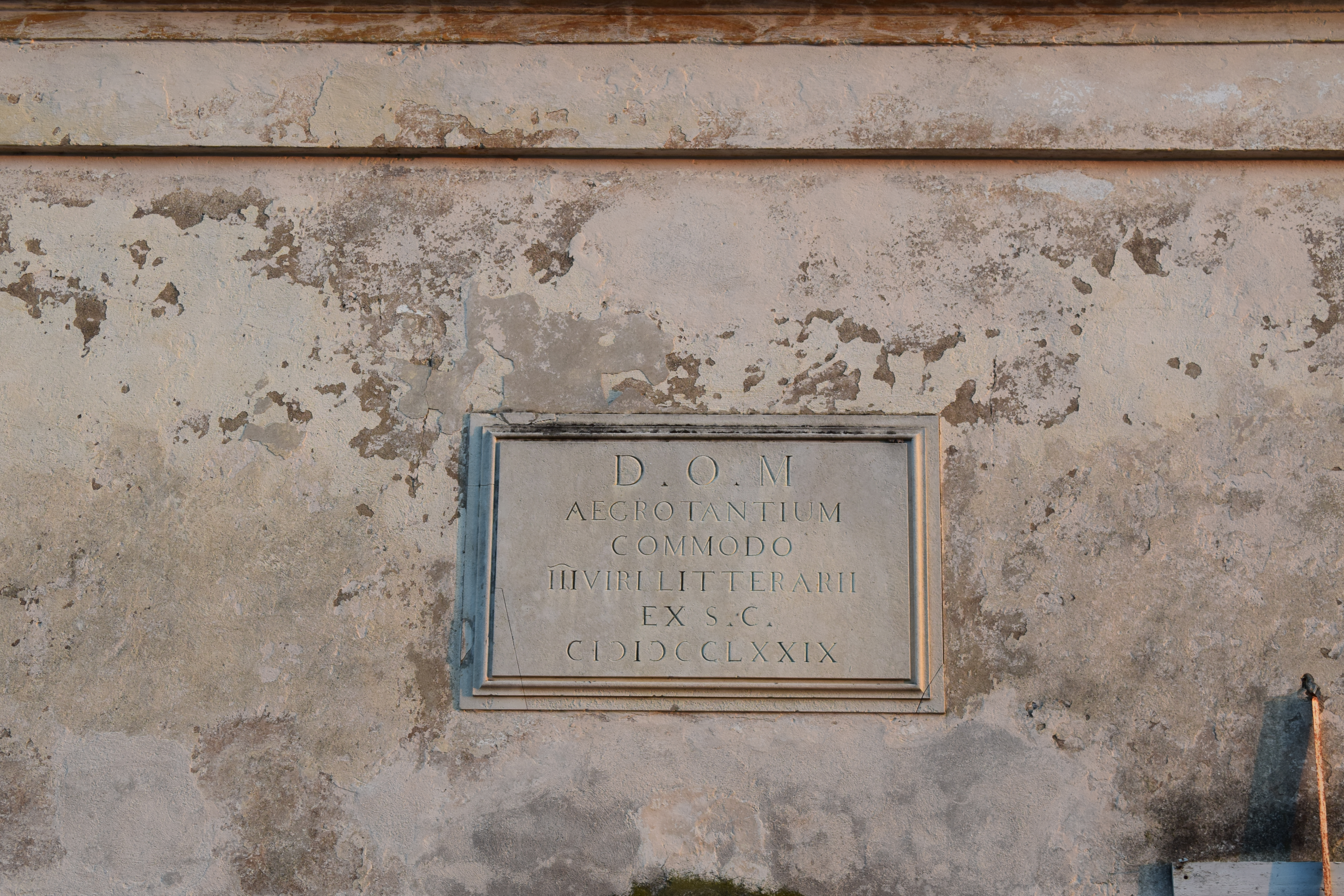
Oratorio del Montirone, sec. XVIII, Abano Terme: iscrizione sulla facciata
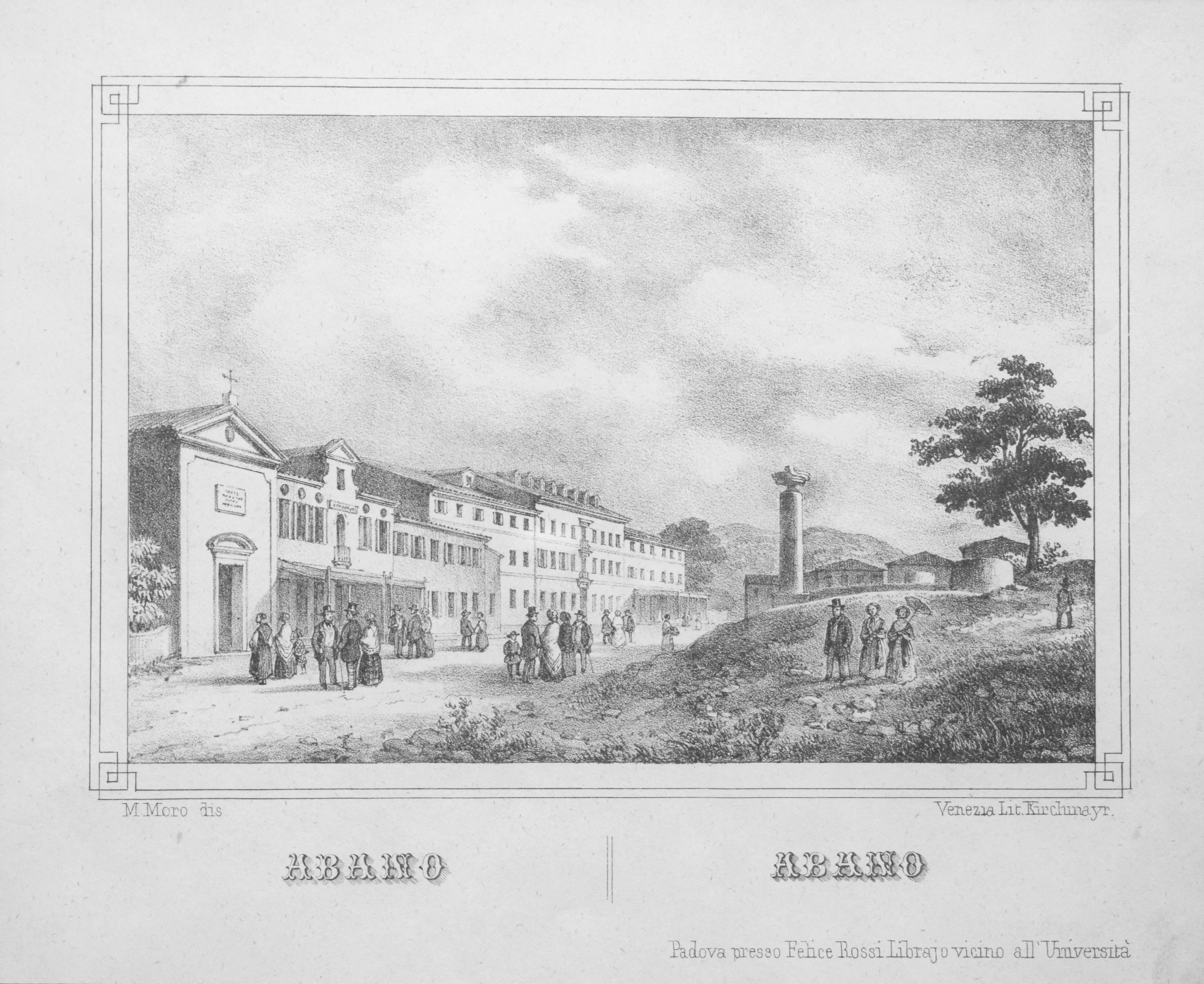
Parco e Oratorio del Montirone, Abano Terme (Marco Moro, Album di dodici vedute di Padova e suoi dintorni, Padova 1855)
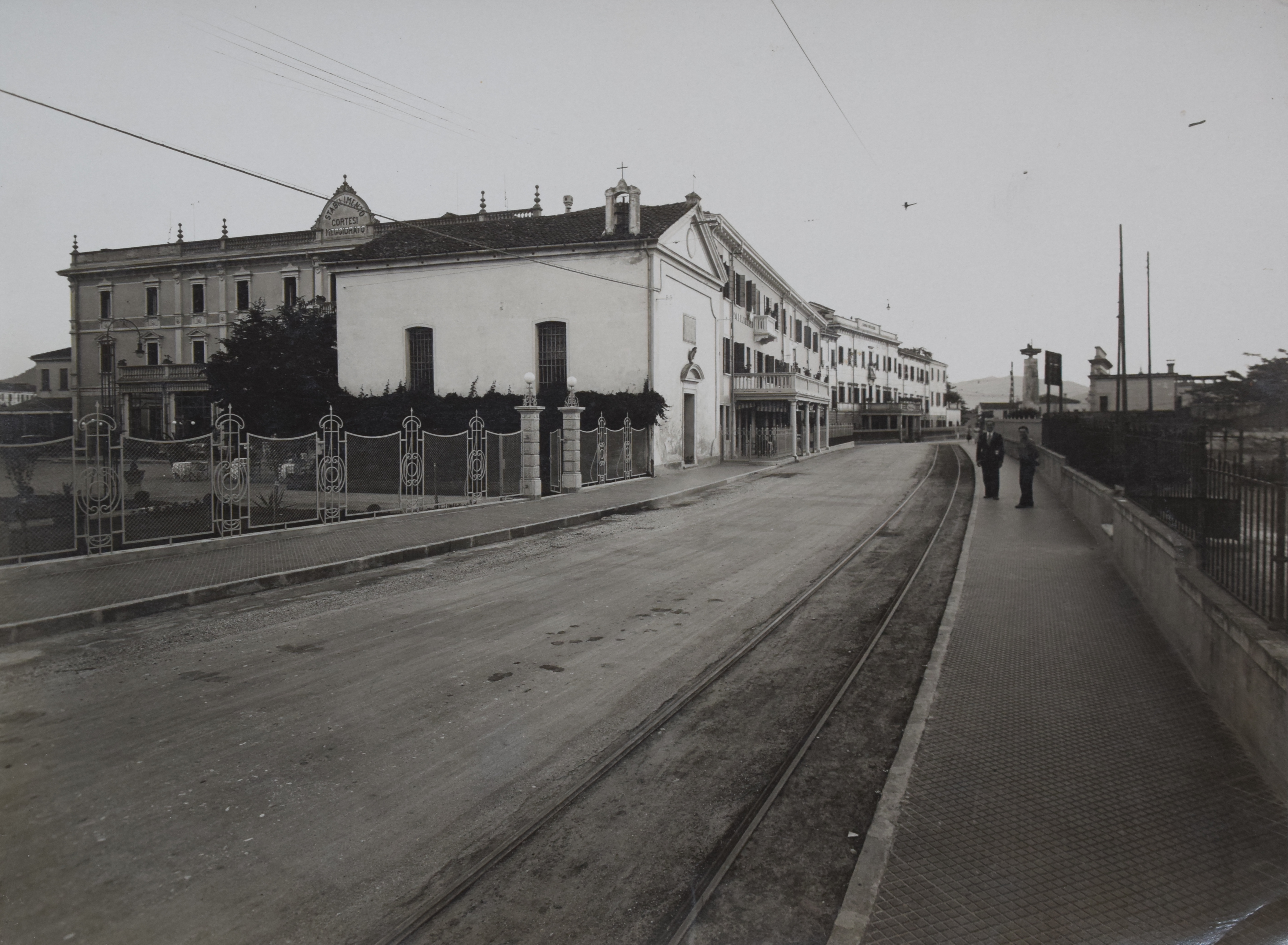
Oratorio del Montirone, Abano Terme, fotografia metà XX sec.